# Gustav Forsling
Johan Gustav Forsling (* 12. Juni 1996 in Linköping) ist ein schwedischer Eishockeyspieler, der seit Januar 2021 bei den Florida Panthers aus der National Hockey League unter Vertrag steht. Mit dem Team gewann er in den Playoffs 2024 und 2025 den Stanley Cup. Zuvor war der Verteidiger drei Spielzeiten lang in der Organisation der Chicago Blackhawks sowie kurzzeitig bei den Carolina Hurricanes aktiv.

## Karriere
Forsling durchlief die Jugendabteilung seines Heimatklubs Linköping HC bis hin zum Debüt in der Herrenmannschaft in der Svenska Hockeyligan in der Saison 2014/15.
Nachdem er im NHL Entry Draft 2014 in der fünften Runde an 126. Position von den Vancouver Canucks aus der National Hockey League ausgewählt worden war, hatten die Canucks seine Transferrechte im Januar 2015 an die Chicago Blackhawks abgetreten, die im Gegenzug Adam Clendening an die kanadische Westküste abgaben. Im Mai 2016 nahm Chicago den Verteidiger schließlich unter Vertrag, wo er sich zum Beginn der Saison 2016/17 einen Platz im NHL-Kader sichern konnte. Den weiteren Verlauf der Spielzeit verbrachte er zu etwa gleichen Teilen in der NHL und beim Farmteam der Blackhawks, den Rockford IceHogs, in der American Hockey League (AHL). Auch in den folgenden beiden Spielzeiten pendelte der Schwede zwischen dem NHL- und AHL-Kader, wobei er wie in seinem Rookiejahr jeweils um die 40 NHL-Partien absolvierte. Mit Auslauf seines Vertrags im Sommer 2019 wurde Forsling im Juni 2019 gemeinsam mit seinem Landsmann Anton Forsberg zu den Carolina Hurricanes transferiert. Im Gegenzug erhielten die Chicago Blackhawks Calvin de Haan und Aleksi Saarela.
Bei den Hurricanes, die ihn ausschließlich bei den Charlotte Checkers in der AHL einsetzten, beendete er die Saison und sollte im Januar 2021 vor Beginn der Spielzeit 2020/21 über den Waiver erneut in die AHL geschickt werden, wobei jedoch die Florida Panthers seinen Vertrag übernahmen. Dort etablierte er sich in der Folge, sodass er im Juli 2021 einen neuen Dreijahresvertrag mit einem Gesamtvolumen von acht Millionen US-Dollar erhielt. In den Playoffs 2023 erreichte er mit den Panthers das Endspiel um den Stanley Cup, unterlag dort allerdings den Vegas Golden Knights mit 1:4. Im März 2024 unterzeichnete der Schwede einen neuen Achtjahresvertrag in Florida, der ihm mit Beginn der Saison 2024/25 ein durchschnittliches Jahresgehalt von 5,75 Millionen US-Dollar einbringen soll.
Am Ende der Saison 2023/24 führte er die gesamte NHL mit einer Plus/Minus-Statistik von +56 an. In den folgenden Playoffs 2024 zog er mit dem Team erneut ins Finale ein und errang mit einem 4:3-Erfolg über die Edmonton Oilers nun auch den ersten Stanley Cup der Franchise-Geschichte. Zudem wurde er persönlich mit dem Guldpucken als bester schwedischer Spieler des Jahres geehrt. In den Playoffs 2025 wiederum verteidigten sie den Titel durch einen weiteren 4:2-Sieg gegen die Oilers.

### International
Für sein Heimatland absolvierte Forsling im Juniorenbereich die World U-17 Hockey Challenge 2013, das Ivan Hlinka Memorial Tournament 2013 sowie die U18-Junioren-Weltmeisterschaft 2014 und U20-Junioren-Weltmeisterschaft 2015. Bei der World U-17 Hockey Challenge gelang ihm mit dem schwedischen Team der Turniergewinn.
Sein Debüt in der schwedischen A-Nationalmannschaft gab der Verteidiger im Rahmen der Saison 2015/16 der Euro Hockey Tour. Anschließend kam Forsling beim 4 Nations Face-Off 2025 zum Einsatz.

## Erfolge und Auszeichnungen
- 2024 NHL Plus/Minus Award (nicht offiziell vergeben)
- 2024 Stanley-Cup-Gewinn mit den Florida Panthers
- 2024 Guldpucken
- 2025 Stanley-Cup-Gewinn mit den Florida Panthers

### International
- 2013 Goldmedaille bei der World U-17 Hockey Challenge
- 2015 All-Star-Team der U20-Junioren-Weltmeisterschaft

## Karrierestatistik
Stand: Ende der Saison 2024/25

### International
Vertrat Schweden bei:
| - World U-17 Hockey Challenge 2013 - Ivan Hlinka Memorial Tournament 2013 - U18-Junioren-Weltmeisterschaft 2014 | - U20-Junioren-Weltmeisterschaft 2015 - 4 Nations Face-Off 2025 |

(Legende zur Spielerstatistik: Sp oder GP = absolvierte Spiele; T oder G = erzielte Tore; V oder A = erzielte Assists; Pkt oder Pts = erzielte Scorerpunkte; SM oder PIM = erhaltene Strafminuten; +/− = Plus/Minus-Bilanz; PP = erzielte Überzahltore; SH = erzielte Unterzahltore; GW = erzielte Siegtore; 1 Play-downs/Relegation; Kursiv: Statistik nicht vollständig)